# Muzeum Kultury Materialnej „Baćkauszczyna” w Rybołach
Muzeum Kultury Materialnej „Baćkauszczyna” (białorus.: Музей матэрыяльнай культуры “Бацькаўшчына” ў Рыбалах) – muzeum regionalne o charakterze etnograficzno-historycznym założone w 2009 w Rybołach z inicjatywy ks. Grzegorza Sosny, proboszcza miejscowej parafii prawosławnej. Stała ekspozycja jest prezentowana w pochodzącym z początku XIX wieku budynku, w którym do 2007 funkcjonowała szkoła podstawowa.  
W muzeum eksponowane są stroje, sprzęty gospodarcze, przedmioty codziennego użytku i archiwalne fotografie. Wszystko to, co dokumentuje życie okolicznych białoruskich wsi: Ryboł, Ciełuszek, Wojszek, Pawłów i Soc. W jednej z izb umieszczono tradycyjny wiejski warsztat tkacki.